# Turzyca delikatna
Turzyca delikatna (Carex supina) – gatunek byliny z rodziny ciborowatych. Obszar występowania obejmuje środkową i wschodnią Europę, strefę umiarkowaną i chłodną Azji oraz Himalaje a także północną część Ameryki Północnej (Alaskę, Kanadę i Grenlandię). W Polsce rzadko na wyżynach Małopolskiej i Lubelskiej, bardzo rzadko na zboczach doliny dolnej Odry i Wisły.

## Morfologia

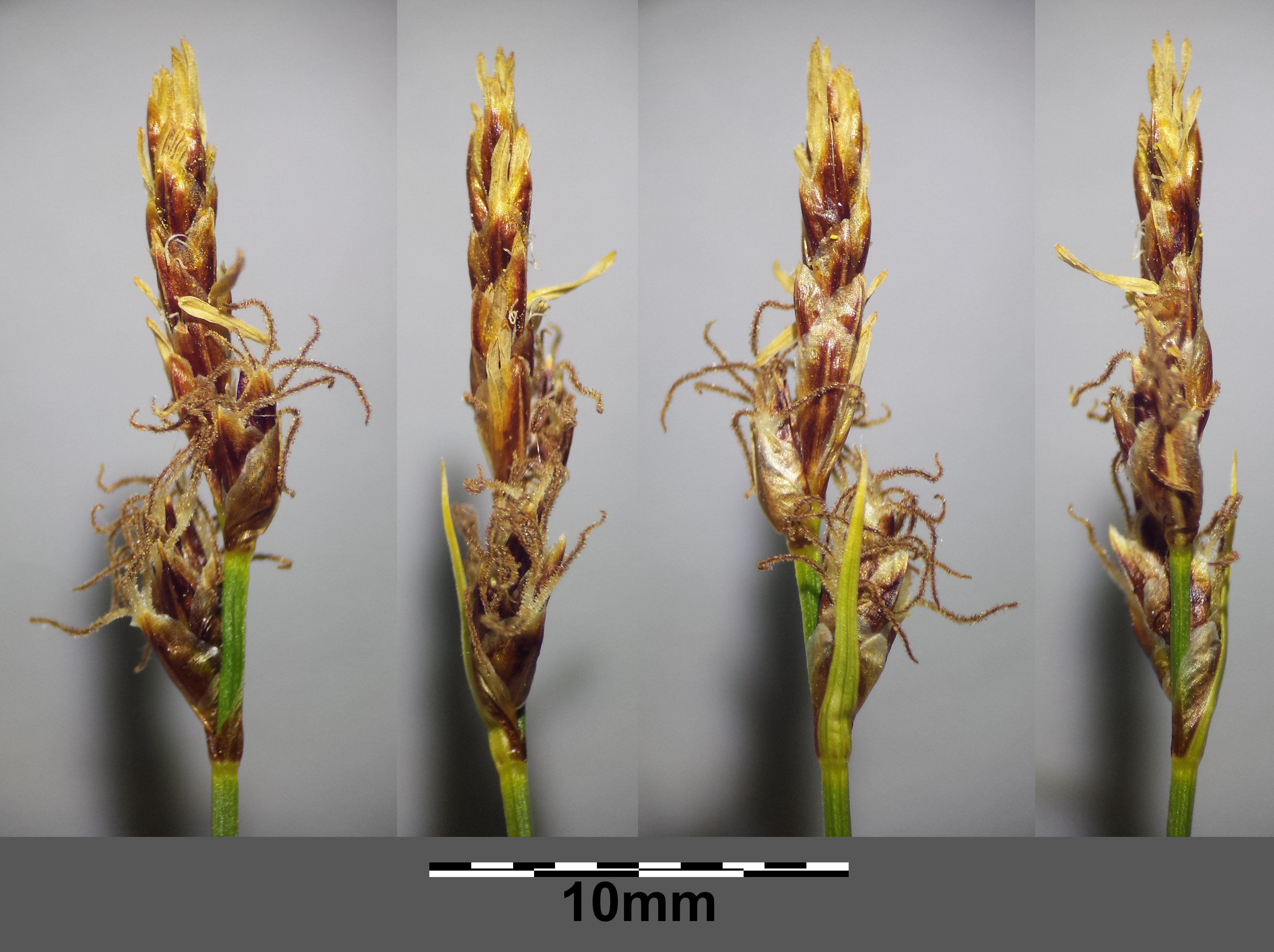
Kłoski w czasie kwitnienia

PokrójRoślina trwała, wysokości 5-20 (30) cm, gęstokępkowa, z cienkimi kłączami.
ŁodygaSztywno wzniesiona, w górze szorstka.
LiścieLiście jasnozielone, do 1,5 mm szerokości, krótsze od łodyg.
KwiatyW kątach rdzawych przysadek z zielonym grzbietem zebrane w kłosy. Kłos męski szczytowy jest wąski i prosto wzniesiony. Poniżej niego krótkie, skąpokwiatowe, kulistawe kłosy żeńskie. Kwiaty męskie z 3 pręcikami, kwiaty żeńskie ze słupkiem zakończonym trzema znamionami. Kwitnie od kwietnia do sierpnia.
OwoceOrzeszek otoczony pęcherzykiem. Pęcherzyk pękaty, kulistojajowaty, żółtobrązowy, do 3 mm długości.

## Biologia i ekologia
Występuje w murawach kserotermicznych wykształcających się na rędzinach i glebach brunatnych. gatunek charakterystyczny dla muraw ze związku Festuco-Stipion i zespołów Sisymbrio-Stipetum oraz Potentillo-Stipetum. Spotykany także na obrzeżach ciepłolubnych zarośli i lasów. W miejscach występowania zwykle rośnie nielicznie. Rozmnaża się przy pomocy nasion i kłącza. 2n = 38, 44.

## Zmienność
Obok odmiany nominatywnej (var. supina) wyróżniana jest:
- Carex supina var. spaniocarpa (Steud.) B.Boivin (też jako podgatunek: ssp. spaniocarpa (Steud.) Hultén[6]). Takson ten występuje w północnej części Ameryki Północnej i Eurazji[6].

## Zagrożenia i ochrona
Gatunek w Polsce zagrożony z powodu zanikania odpowiednich siedlisk. Murawy kserotermiczne ulegają sukcesji zarośli i lasów, co jest spowodowane zanikiem wypasu i powstrzymaniem erozji zboczy dolin rzecznych na skutek ich zabudowy hydrotechnicznej. Gatunek umieszczony w Polskiej czerwonej księdze roślin w kategorii EN (zagrożony). Tę samą kategorię posiada na polskiej czerwonej liście. Znajduje się także w czerwonych księgach Niemiec, Czech, Słowacji i Białorusi. Gatunek objęty w Polsce ścisłą ochroną gatunkową od 2004 r.